# الادارة المكتباتية
الادارة المكتباتية هو التخصص الذي يشمل كل المؤسسات والمنظمات التي تدير المكتبات أو المرافق المشابهة لها. ويشمل هذا المجال أيضاً كيفية تنظيم وهيكلة هذه المكتبات عملياً، وأنواع المكتبات المختلفة والمتخصصة، والجمعيات المهنية الخاصة بأمناء المكتبات، بالإضافة إلى طرق العمل اليومية، وبرامج التدريب، والتقنيات المستخدمة في إدارة المكتبات.